# Euskal garagardoa
Euskal garagardoa är ett baskiskt bryggeri som grundades 1998 i Oiartzun i Gipuzkoa. Bryggeriet saluför tre olika ölsorter: Pagoa lager (pilsner), Pagoa gorri (red ale) och Pagoa zunbeltz (stout).